# Santinezia singularis
Santinezia singularis is een hooiwagen uit de familie Cranaidae.